# صيغة كوشي-بينيه
في الجبر الخطي، صيغة كوشي-بينيه هي الصيغة التي تعمم قاعدة جداء المحددات (وهي التي تقول أن محدد ناتج جداء مصفوفتين مربعتين يساوي إلى جداء محدديهما) لتطبق على مصفوفات غير مربعة. 
سميت نسبة إلى واضعيها، وهما عالمي الرياضيات أوغستين لوي كوشي وجاك فيليب ماري بينيه.

## مثال توضيحي
لنفرض أن A مصفوفة m×n وB مصفوفة n×m. إذا كان S مجموعة جزئية من { 1,..., n } ذات m عنصر, يمكننا أن نكتب AS من أجل المصفوفة m×m التي أعمدتها هي الأعمدة A ذات الأدلة من S. بشكل مشابه، يمكن ان نكتب أن BS من أجل المصفوفة m×m التي صفوفها هي صفوف B ذات الأدلة من S. تقول عندها صيغة كاوشي-بينيت :
{\displaystyle \det(AB)=\sum _{S}\det(A_{S})\det(B_{S})\,}
حيث المجموع يمدد على كل المجموعات الجزئية S من { 1,..., n } ذات m عنصر (هناك C(n,m) لجميع ما ذكرنا).